# Naomi Schemer

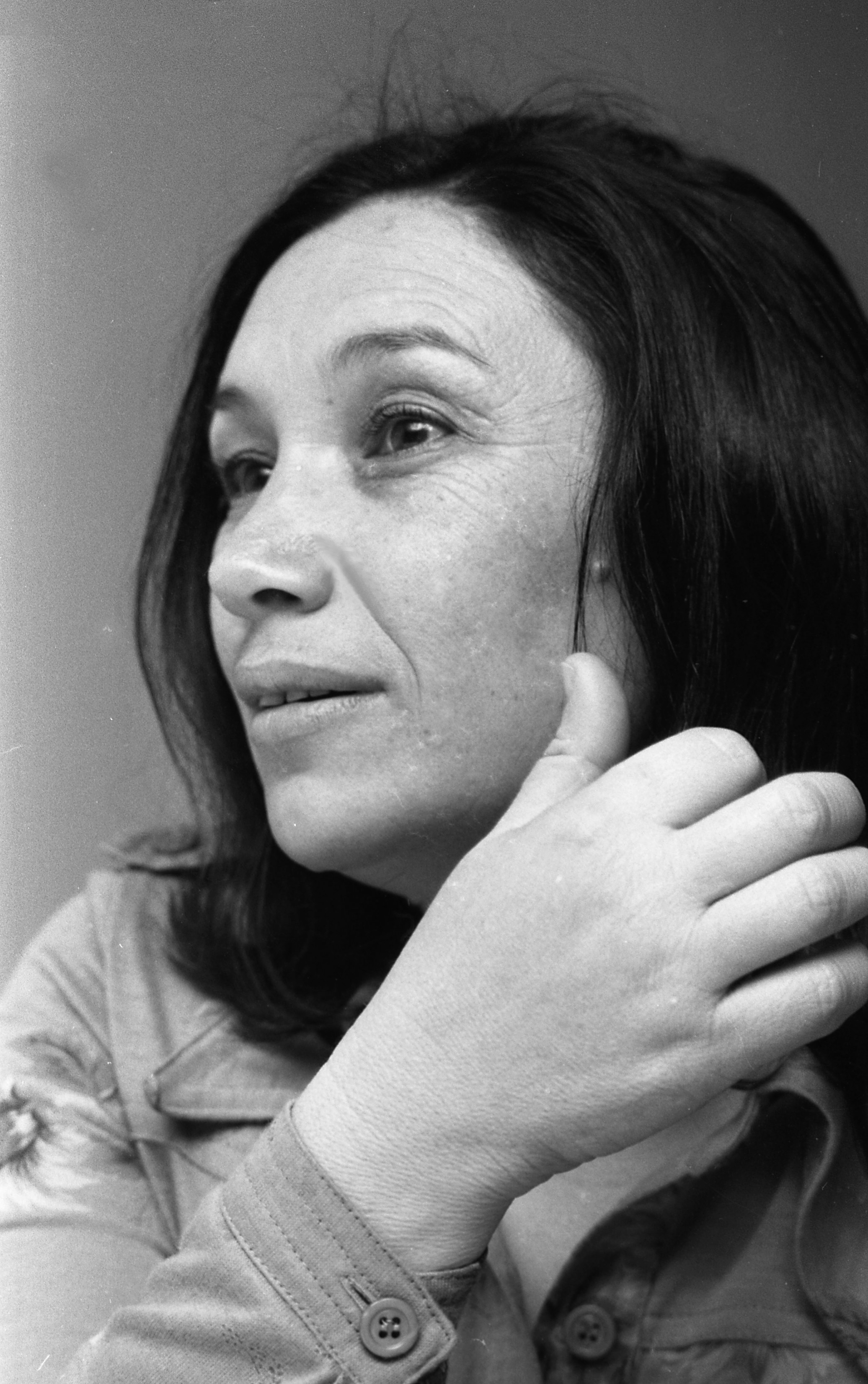
Naomi Shemer, 1972

Naomi Schemer, geb. Sapir (hebräisch נעמי שמר) (13. Juli 1930 in Kvutzat Kinneret, heute Israel –  26. Juni 2004 in Tel Aviv) war eine führende israelische Sängerin und Songwriterin, bekannt als first lady of Israeli song and poetry. Ihr Song Jerusalem aus Gold wurde nach dem Sechstagekrieg 1967 und der Wiedervereinigung Jerusalems die heimliche Nationalhymne Israels.

## Leben
Naomi wurde 1930 in Kvutsat Kinneret geboren, einem Kibbuz, den ihre Eltern Rivka und Meʾir Sappir in der Nähe des See Genezareth mitgründeten. Ihre Familiengeschichte ist die Geschichte der jüdischen Pioniere. Naomis Eltern haben die heute riesigen Eukalyptusbäume 1912 gepflanzt und die Kämpfe im Unabhängigkeitskrieg im Kibbutz Deganja durchstanden: „Als Mama hierher kam, so hübsch und jung, hat Papa ihr das Haus auf dem Hügel gebaut, … seither ist ein halbes Jahrhundert vergangen, der Eukalyptushain, die Brücke, das Boot, sind noch da… am anderen Ufer dröhnten die Kanonen. Zum Ende des Sommers ist die Ruhe wieder eingekehrt …“
Naomi ging im Kibbuz Degania zur Schule und begann mit sechs Jahren Klavier zu spielen, auf dem Instrument, das ihre Mutter als Geschenk bekommen hatte und das allen Kindern im Kibbuz zur Verfügung stand. Später studierte sie Musik bei Paul Ben-Haim, Abel Ehrlich, Ilona Vincze-Kraus und Josef Tal an der Jerusalem Academy of Music and Dance und der Musikhochschule von Tel Aviv, um dann als Musik- und Rhythmiklehrerin in den Kibbuz zurückzukehren. Für Kinder schrieb sie ihre ersten Lieder.
Ihren freiwilligen Militärdienst leistete Naomi in der Kulturabteilung der 1948 gegründeten kämpfenden Pionierjugend „Nachal“, einer Bewegung, die vor allem an der Gründung von Kibbuzim beteiligt war, von denen einige ursprünglich Nachal-Siedlungen waren. Danach heiratete Naomi den Schauspieler Gideon Schemer und zog mit ihm nach Tel Aviv.
Während der 1950er Jahre arbeitete Naomi Schemer eng mit der Nachal-Truppe zusammen, die die bekannteste und erfolgreichste musikalische Truppe der israelischen Armee (IRF) war und die erste, die innerhalb der IDF selbst errichtet wurde. Wie für einige berühmte israelische Sänger und Musiker diente die Nachal-Truppe auch Schemer als Sprungbrett zur Karriere. Nicht wenige der guten alten israelischen Schlager entstanden dort. Ein alter Film hat festgehalten, wie Naomi Schemer bei einer Probe die hübsche, damals im Militär noch ganz neue und unerfahrene Jardena Arasi anleitet und erschreckt. Einige Lieder von Naomi Schemer wurden international bekannt. Das Lied Hoppa hey, ursprünglich für die zentrale Kommandotruppe geschrieben, gewann 1960 den ersten Preis auf einem internationalen Festival in Italien. Sie begann berühmte Gedichte israelischer und weiterer Dichter zu vertonen (z. B. von Rachel und Walt Whitman). Im Jahr 1963 komponierte sie Chorschat haʾEiucalyptus ("The Eucalyptus Grove"), einen Song, in dem sie die Eukalyptus-Haine ihres Geburtsorts am See Genezareth besingt. Er wurde kürzlich von der israelisch-französischen Popsängerin Ishtar gecovert.

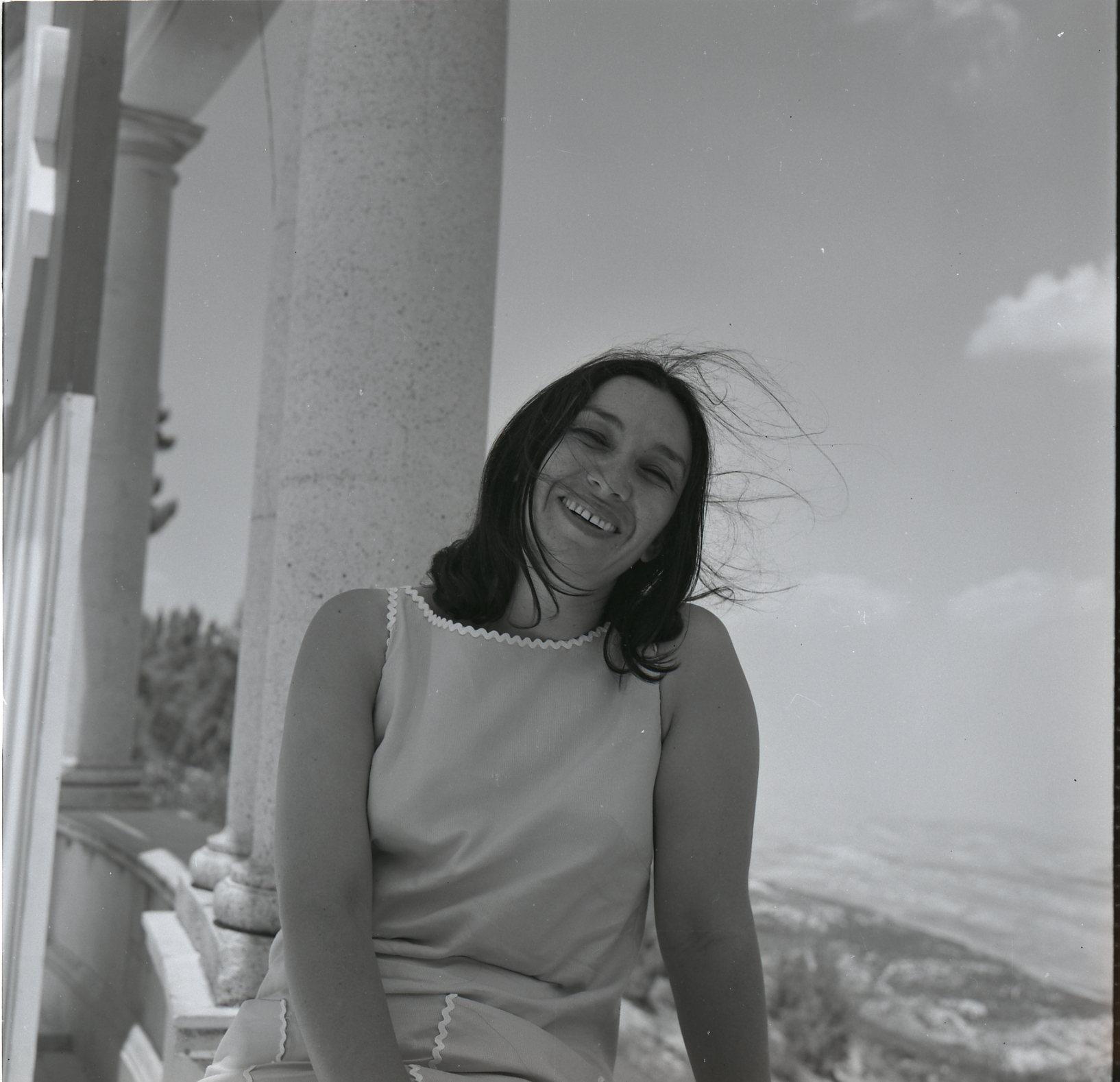
Naomi Shemer, Aufnahme von Boris Carmi aus dem Jahr 1967

Am bekanntesten ist aber wohl ihr patriotisches Lied Jeruschalajim schel Sahav („Jerusalem aus Gold“), dessen Titel aus alten jüdischen Legenden stammt. Es erklang zum ersten Mal im Rahmen des israelischen Gesangsfestivals („Festival haSemer vhaPismon“) 1967 in Jerusalem, allerdings nicht als eines der Lieder, die dort miteinander wetteiferten. Jeruschalaim schel sahaw war – mit anderen vier Liedern – im Auftrag des Jerusalemer Bürgermeisters Teddy Kollek geschrieben worden und dazu gedacht, die Beratungszeit der Preisrichter zu überbrücken. Es sollte von Anfang an ein Lied zu Jerusalem sein und Naomi Schemer hatte sich damit schwer getan, denn das Festival war Teil der Unabhängigkeitsfeierlichkeiten. Nach dem Sieg Israels im Sechstagekrieg drei Wochen später fügte Naomi Schemer diesem Song schließlich noch eine weitere Strophe hinzu, welche die „Rückkehr“ in die Altstadt mit dem Tempelberg und der Klagemauer zelebriert. So wurde ihr Lied schnell zur heimlichen Nationalhymne Israels, und Naomi Schemer avancierte zur first lady of Israeli song and poetry. Später wurde behauptet, die Melodie zu Jeruschalajim schel sahav sei gar nicht von Schemer, sondern das Plagiat eines baskischen Volksliedes. Nachdem sich Naomi Schemer jahrzehntelang vehement gegen diesen Vorwurf wehrte, gestand sie gegen Ende ihres Lebens ihrem Freund Gil Aldama, man habe ihr einmal ein baskisches Volkslied vorgesungen. Das habe sie vergessen. Aber irgendwie sei die Melodie ihr unbewusst im Kopf hängen geblieben. Später habe sie sich daran erinnert. Kritiker schließen daraus, dass dieser Vorwurf Naomi Schemer sehr beschäftigt haben muss. Sie räumen ein, dass sich Musiker immer schon von anderen Melodien beeinflussen und inspirieren ließen.
Naomi Schemer schrieb Lieder für ganz unterschiedliche Interpreten, die ihr Werk weltweit bekannt machten, wie etwa Schuli Natan, deren Stimme von Anfang an mit dem Lied „Jeruschalajim schel Sahav“ untrennbar verbunden ist. Doch Naomi hat immer wieder auch selbst gesungen und mitgesungen, wurde von ganz unterschiedlichem Publikum, seien es Kinder oder Erwachsene, mit viel Liebe empfangen. Mehrfach nahm sie an Veranstaltungen der Kunstschule in Tel Aviv teil. Zum jüdischen Neujahr, Rosch ha-Schana, schrieb sie das Lied „Schana Towa“: „Ob das Jahr gut wird, ob wir Enttäuschung vergessen, hängt letztendlich an uns…“
Die „first lady of Israeli song and poetry“ schrieb viele eigene Texte und Melodien, konnte aber auch wunderbar Liedtexte aus anderen Sprachen übertragen. So übersetzte sie einige französische Chansons aus ihrer Pariser Zeit ins Hebräische, vor allem für den israelischen Schauspieler und Sänger Jossi Banai, der seine Karriere ebenfalls in der Nachal-Truppe begann. Auf Anfrage der Sängerin Chava Alberstein sollte Schemer im Jahr 1973 zum Beatles-Song Let it be einen hebräischen Text verfassen. Das war zur Zeit der Niederlage im Jom-Kippur-Krieg und Naomi lag es am Herzen, etwas Ermutigendes zu schreiben. Sie entschied sich für den Titel Lu yehi („Let it be!“). Als Mordechai Horowitz, ihr zweiter Mann, diesen Text hörte, fand er ihn zu schade für eine Melodie der Beatles, und bat seine Frau eine eigene Melodie zu schreiben. So entstand mit Lu yehi schließlich ein vollkommen neues Lied.
Im Gedenken an den 1995 ermordeten israelischen Premierminister Jitzchak Rabin übertrug Naomi Schemer das Gedicht Oh Captain, my captain von Walt Whitman ins Hebräische, das er nach der Ermordung des US-Präsidenten Abraham Lincoln vor genau 130 Jahren geschrieben hatte. Sie widmete das Lied Ho Rav Chovel ("Oh Captain, my Captain") ihm, obwohl sie seine politischen Ansichten nicht teilte. Die israelische Sängerin Meital Trabelski gab dem Lied seinen sehr dramatischen Ausdruck.
Naomi Schemer verstand sich selbst als Liedermacherin für alle. Sie blieb zeitlebens eine führende israelische Sängerin und Songwriterin. Ihre politischen Songs (insbesondere Jeruschalajim schel Sahav) waren zunehmend Ausdruck der Politischen Rechten Israels und der Israelischen Siedlungspolitik. Als Tochter jüdischer Siedler, die vor der Entstehung des Staates Israel in das britische Mandat Palästina gekommen waren, war sie Zionistin und liebte das Land. Deswegen war sie auch gegen jede Gebietsabgabe und die Räumung der israelischen Siedlungen auf der Sinai-Halbinsel. Ihr Lied Al kol ele, das sie nach dem Tod ihres Schwagers schrieb und in dem sie um Bewahrung Gottes bittet, wurde zum Protestlied gegen die Räumung des Sinai, vor allem auch wegen einer Aussage in der zweiten Strophe: „Entwurzele bitte nicht das Gepflanzte! Vergiss nicht die Hoffnung! Bring uns zurück und wir werden in das gute Land zurückkehren …“
1987 wurde ihr Lebenswerk mit dem Israel-Preis gewürdigt. Dann wurde bekannt, dass Naomi Schemer an Krebs erkrankt war. Deshalb veranstalteten befreundete Kollegen 1991 ein Abschiedskonzert. Dort wurde auch das schwermütige Lied Schemers vorgetragen: „Es ist traurig, im Tammus zu sterben … wenn die Pfirsiche reifen …“ (Tammus ist ein Sommermonat im hebräischen Kalender). Naomi meinte danach, es sei ihren Freunden nicht gelungen, sie zu verabschieden. Nicht nur, dass sie noch lebe, sondern sie werde noch viele Jahre leben. Ihrer Krankheit zum Trotz lebte sie tatsächlich noch 13 Jahre und starb dann doch im Monat Tammus, am 26. Juni 2004. Beerdigt wurde sie bei ihrem Heimatort, im Kinneret-Friedhof.

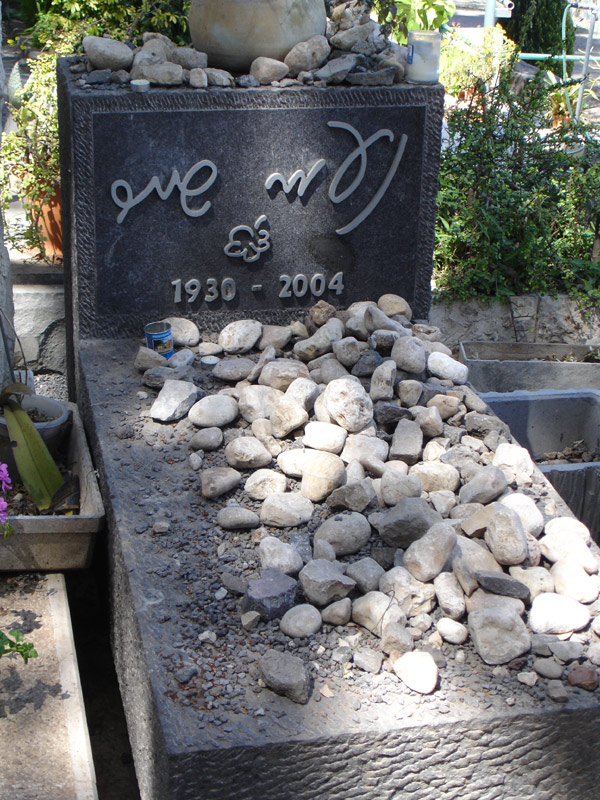
Naomi Schemers Grab im Kinneret-Friedhof am See Genezareth. Nach jüdischem Brauch haben Besucher Steine auf dem Grab hinterlassen.

## Ehrungen und Auszeichnungen
- 1987: Israel-Preis
- 1993: Ehrendoktortitel der Ben-Gurion-Universität im Negev (Beʾer Scheva/Israel)
- 1994: Ehrendoktortitel der Hebräischen Universität Jerusalem
- 2001: Ehrendoktortitel der Universität Tel Aviv

## Werke

### 1967: All my songs (Almost),veröffentlicht vonYedioth Ahronoth
| "Tomorrow"            | "On The Jordan"        | "The White Town"     |
| "A Chariot of Fire"   | "Lights Out"           | "Black Coffee"       |
| "My Soldier is Back"  | "Fields at Sunset"     | "Green Meadows"      |
| "Four Brothers"       | "Soldiers En Route"    | "A Song For Gideon"  |
| "The Long Hike"       | "The Builders' Love"   | "Yesternight"        |
| "Look For Me"         | "Men At Work!"         | "The Two of Us"      |
| "We Are Starving!"    | "In Such a Night"      | "A Lament"           |
| "An Umbrella For Two" | "The Clown"            | "Just For You"       |
| "My Dream House"      | "Ophelia"              | "Night on the Shore" |
| "Anniversary Song"    | "The Spy-Girl"         | "Answers"            |
| "My Flute"            | "A Serenade"           | "A City in Grey"     |
| "Twelve Months"       | "Flowers, Herbs, Etc." | "Jerusalem of Gold"  |
| "A Short Walk"        | "The Market Song"      | "On Silver Wings"    |
| "My Fathers Song"     | "Night on the Park"    | "Lullaby for Colors" |

### 1975: The Second Book (Sefer Scheni)veröffentlicht von Lulav
| Land von Lahadam         | Lustige Gesichter          | Für Kinder               |
| ------------------------ | -------------------------- | ------------------------ |
| "Land of Lahadam"        | "Beautiful People"         | "Rosh-Hashana"           |
| "Nachal in Sinai"        | "Sixteen"                  | "Shlomit"                |
| "Maoz Tsur"              | "Mr. Narcissus"            | "Aleph-Beit"             |
| "The Sacrifice of Isaac" | "The Witches"              | "When Adar Comes"        |
| "Giora"                  | "A Special Lullaby"        | "Let's Say"              |
| "All We Pray For"        | "Shem, Cham, & Yefet"      | "I Have a Friend"        |
| "A Song is Born"         | "The Shark"                | "On the Move"            |
| "Things we Have"         | "Paranoid"                 | "Summer Holiday"         |
| "Bethlehem"              | "Two Street-Photographers" | "Tall Stories"           |
| "Why Did Michal Laugh"   |                            | "How to Break a Chamsin" |
| "Ruchama"                |                            |                          |
| "Yesh Li Chag"           |                            |                          |
| "It's Late"              |                            |                          |
| "Shalom Kitah Aleph"     |                            |                          |
| "To Sing Like a Jordan"  |                            |                          |

### 1982: Number Three (Sefer Gimel),veröffentlicht von Lulav
| Songs                                | Gedichte                | Importierte Weine              | Überall Kinder        | Kolumnen aus Davar  |
| ------------------------------------ | ----------------------- | ------------------------------ | --------------------- | ------------------- |
| "Al Kol Eleh"                        | "Omrim Yeshna Eretz"    | "Oifen Veg Stait a Bhoim"      | "Children Everywhere" | "Shalom, Ida Nudel" |
| "Good People"                        | "Hoi Artzi Moladti"     | "Si Tous les Oiseaux"          | "Grapefruit"          | "Pardes-Hanna"      |
| "Shirat Ha'Asavim"                   | "Come & Sing"           | "Le Testament"                 | "Autumn"              | "It's Raining"      |
| "Cheveley Mashiach"                  | "Kinneret"              | "La Non-Demande en Mariage"    | "Our Benjamin"        | "Yehuda"            |
| "Tapuach Bi'Dvash"                   | "Begani"                | "Il n'y a pas d'Amour Heureux" | "The Piano"           | "Vintage Days"      |
| "New Babylon"                        | "Zemer"                 | "Un Amour de Vingt Ans"        |                       |                     |
| "Yif'at"                             | "Metai"                 | "Les Souliers"                 |                       |                     |
| "Tammuz"                             | "Rachel"                | "O Imitoos"                    |                       |                     |
| "Spring Parade"                      | "Ki Sa'art Alai"        | "Sur le Chemin du Retour"      |                       |                     |
| "The Eighth Day"                     | "The Third Mother"      | "Barbara"                      |                       |                     |
| "Summer"                             | "Your Lily-White Feet"  | "Dedication"                   |                       |                     |
| "Noa"                                | "A Lament"              |                                |                       |                     |
| "Zamar Noded"                        | "My Sudden Death"       |                                |                       |                     |
| "Landmarks"                          | "Let's go to the Field" |                                |                       |                     |
| "My Town in the Snow"                |                         |                                |                       |                     |
| "Lots of Love" - Ain Mashehu cmo zeh |                         |                                |                       |                     |
| "The Party is Over"                  |                         |                                |                       |                     |
| "Ein Davar"                          |                         |                                |                       |                     |
| "El Borot Ha'Mayim"                  |                         |                                |                       |                     |

### 1995: Book Four (Sefer Arbah),veröffentlicht von Shva Publishers
| Unkategorisiert        | Sechs Lieder für Yehoram Gaon | 11 Persönliche Bezüge zu Moshe Beker | Fünf Lieder für Rivka Michaeli | Hebräische Versionen | Sechs Kinderlieder | Lyrics zu Mattai Caspi's Music |
| ---------------------- | ----------------------------- | ------------------------------------ | ------------------------------ | -------------------- | ------------------ | ------------------------------ |
| "Light"                | "Kemo Katsav"                 | "Personal Belongings"                | "Street Musicians"             | "Musica"             | "Chanuka"          | "Shulamit"                     |
| "The Guest"            | "You Can't Beat Me"           | "Swan Girl"                          | "Global Patrol"                | "Willow Songs"       | "Tu Bishvat"       | "Simchati"                     |
| "We Aren't There Yet"  | "You're the Best"             | "Old Flame"                          | "Not Bialik"                   | "Ne Me Quitte Pas"   | "Pesach"           | "Farewll"                      |
| "Ir Va'Em"             | "Good Morning"                | "Flower"                             | "Never a Dull Moment"          |                      | "One Little Kid"   |                                |
| "My Mother's Portrait" | "Libavtini"                   | "Prelude"                            | "Upside Down"                  |                      |                    |                                |
| "Noga"                 | "Black Princess"              | "Sister"                             |                                |                      |                    |                                |
| "The Bread of Love"    |                               | "Roof"                               |                                |                      |                    |                                |
| "After the Harvest"    |                               | "Gai"                                |                                |                      |                    |                                |
| "Summer White"         |                               | "Strawberry"                         |                                |                      |                    |                                |
| "The Flour Jar"        |                               | "Time"                               |                                |                      |                    |                                |
| "Pardes-Chana II"      |                               | "September First"                    |                                |                      |                    |                                |
| "I'm a Guitar"         |                               |                                      |                                |                      |                    |                                |
| "To Light a Candle"    |                               |                                      |                                |                      |                    |                                |
| "Your Sons From Afar"  |                               |                                      |                                |                      |                    |                                |
| "Hal'ah"               |                               |                                      |                                |                      |                    |                                |
| "Safed"                |                               |                                      |                                |                      |                    |                                |
| "On the Boardwalk"     |                               |                                      |                                |                      |                    |                                |
| "Shana Tova"           |                               |                                      |                                |                      |                    |                                |
| "It's All Open"        |                               |                                      |                                |                      |                    |                                |
| "Cafe Tiferet"         |                               |                                      |                                |                      |                    |                                |
| "My Young Disaster"    |                               |                                      |                                |                      |                    |                                |
| "Dancing"              |                               |                                      |                                |                      |                    |                                |